# 鏡子の家
『鏡子の家』（きょうこのいえ）は、三島由紀夫の長編小説。「戦後は終わった」とされた昭和30年前後の「時代」を生きた若者5人のニヒリズムを描いた作品で、三島が自身の青春や「戦後」といわれた時代への総決算として力を注いだ小説である。成功作とはならなかったが、三島文学の軌跡において極めて重要な意味を持つ小説である。
名門資産家の令嬢・鏡子と、そのサロンに集まる4人の青年たち――世界の崩壊を確信しているエリート商社マン、私立大学の学生拳闘選手、才能豊かな童貞の日本画家、売れない美貌の新劇俳優――といった、終戦直後の廃墟の原体験と無秩序の意識を持ち続ける5人が、新たな時代の転換の中で抱く虚無的な感覚を描いた物語。彼らの前に立ちはだかる時代の「壁」に対する孤独でストイックな方法と破滅が、抑制的な成熟した文体と古典的心理主義の手法で描かれている。当初、市川崑監督で映画化の話もあったが、実現には至らなかった。

## 発表経過
1958年（昭和33年）10月、雑誌『聲』創刊号に1章と2章途中まで掲載された後、翌年1959年（昭和34年）9月20日に書下ろしで新潮社より「第一部」「第二部」の2冊同時に単行本刊行された。発売1か月で15万部売れた。合冊の文庫版は1964年（昭和39年）10月5日に新潮文庫より刊行された。翻訳版はマティルデ・マストランジェロ訳によりイタリア（伊題：La casa di Kyōko）、ポーランド（波題：Dom Kyoko）で行われている。
第一部の起稿日は1958年（昭和33年）3月17日で、脱稿日は翌年1959年（昭和34年）1月3日、第二部の起稿日は同年1月5日で、脱稿日は同年6月29日である。約1年3か月の執筆期間の間、三島は原稿用紙にして947枚書いており、単純計算すると、1日2枚のペースだが、その間、お見合い、結納、結婚式、新婚旅行、ビクトリア風コロニアル様式の新居の建築（大田区南馬込）、長女の誕生など、私生活の多忙があり、実際には1日に3 – 5枚のペースだったとされている。

## 時代背景
『鏡子の家』で描かれる時代は、1954年（昭和29年）4月から1956年（昭和31年）4月までの2年間であるが、この時期は1953年（昭和28年）7月の朝鮮戦争の休戦で朝鮮特需が終り不景気に陥った時期から、再び景気が好転して高度経済成長の一歩を踏み出した時期にあたる。
三島は〈小説の人物の背後に経済が動いている〉とし、以下のように時代背景を語っている。

## 主題
三島は、『鏡子の家』の母胎は短編『鍵のかかる部屋』で、〈この短篇小説はエスキースのやうなもので、いづれは展開されて長篇になるべき主題を含んでゐた〉とし、〈『鏡子の家』はいはば私のニヒリズム研究だ。ニヒリズムといふ精神状況は本質的にエモーショナルなものを含んでゐるから、学者の理論的研究よりも、小説家の小説による研究に適してゐる〉と述べながら、脱稿後に以下のように説明している。
4人の主人公のそれぞれの側面については、〈画家は感受性を、拳闘家は行動を、俳優は自意識を、サラリーマンは世俗に対する身の処し方を代表し、おのづから、各人物の性格は抽象的になり、純化される筈〉だと執筆中の前年1958年（昭和33年）7月8日の時点で説明し、刊行に際しての広告では、以下のように説明している。
三島は、『青の時代』、『禁色』、『沈める滝』などでも青年を書いてきたが、いずれも自身が〈青年を十分に卒業してゐない〉時代に書いた失敗作だったとし、今度は自身が〈通りすぎた時代を卒業した目で〉描いてみたと述べている。また後年にも〈わが青春のモニュメント書かうと思つた。一般受けする性質のものではないにせよ、ここには自分のすべてがはふりこまれてゐるはずだ〉と語っている。

## 構成
作品の構成について三島は、〈それぞれが孤独な道をパラレルなままに進んでいく。ストーリーの展開が個人々々に限定され、ふれあわない。反ドラマ的、反演劇的な作品だ。そうした構成のなかに現代の姿を具体的にだしていった。ここに僕の考えた現代があり、この小説はその答案みたいなものである〉と説明している。
このように、同格の主人公同士が絡み合うことなく並行的にストーリーが進んでいく構成を、「メリーゴーラウンド方式」と呼ぶ田中西二郎は、4人の青年たちがお互いの「運命」に干渉せず、影響もされずに2年間という時間内に「かれらの運命が上昇し、そして下降する四本の平行線条を描くこと」で物語が成立し、ヒロインの鏡子も彼らの「運命」に影響を与えず、「彼等が自分の姿をそこに見る鏡の役割しか勤めない」と説明している。そして、4人それぞれの生活圏の「拡大や収縮が走馬燈式」に描かれ、「磨かれた文体のリズムに乗って展開し旋転」してゆき、その「簡潔さと複雑さとを一挙に収める構成」が、「〈現代〉のヴィジョン」を与える印象となっていると田中は解説している。

## あらすじ
夫と別居し、8歳の娘の真砂子と四谷東信濃町の洋館で自由気ままに暮らす30歳の友永鏡子は、戦後の焼け跡の時代を忘れず郷愁を抱いている。鏡子は、常に焼け跡の都市の記憶、「廃墟」としての都市の記憶をとどめ、そのような視点から眺めることが、鏡子の認識の方法だった。彼女の家に出入りする年下の友人たち、商社マンの杉本清一郎、私大の拳闘部にいるボクサーの深井峻吉、売れない舞台俳優の舟木収、日本画家の山形夏雄らにも、鏡子は焼け跡や廃墟の残映のようなものを感じている。娘・真砂子は父が戻ってくるのを密かに望み、縁なし眼鏡の父の写真をときどき取り出し眺めていた。
4人はそれぞれ、ニヒリズムを抱え「壁」の前に立っていると感じていた。それが時代の壁であるのか、社会の壁であるのかわからない。「俺はその壁をぶち割ってやる」と峻吉は思っていた。「僕はその壁を鏡に変えてしまうだろう」と収は思っていた。「僕はその壁を描くんだ。壁が風景や花々の壁画に変わってしまえば」と夏雄は思っていた。そして、清一郎は、「俺はその壁になるんだ。俺がその壁自体に化けてしまうことだ」と思っていた。清一郎は世界が必ず滅びるという確信を抱きつつ世俗を生きている。彼らは「鏡子の家」に集う仲間というだけで、お互いを助け合ったり、干渉することはない。鏡子は他人の自由を最大限に容認し、無秩序を愛していながら、誰よりもストイックだった。
4人の青年は、それぞれの流儀で成功する。清一郎は副社長の令嬢・藤子と結婚し、ニューヨークへ転勤となった。峻吉はプロに転向し、第一戦を華やかなKO勝ちで飾る。貧弱な痩せた体で役のつかなかった収は、ボディビルで筋肉をつけ肉体美を手に入れた。夏雄の描いた「落日」は展覧会で評判になり、絵が売れて新聞社の賞も受賞して有名人になった。
しかし4人にやがて不幸や転機が訪れ、夏雄は突然スランプに陥って絵が描けなくなり、世界が崩壊するという体験に襲われる。そして霊能者の許に出入りし、節食と不眠で痩せ衰えてしまう。収は、自堕落な母の借金のカタに高利貸しの中年女社長に身売りし、マゾヒスティックな遊戯に耽溺し、この醜女と心中してしまう。峻吉は全日本チャンピオンになったその晩に、つまらないチンピラ達と諍いとなり拳を砕かれ、選手生命を絶たれて右翼団体に入る。清一郎は、ニューヨークの孤独で淋しい暮らしに耐えられなかった妻を、同じアパートの同性愛者の米人男性に寝取られ、図らずも傷つくが、動ぜず終始、妻にやさしく振舞う。
やがて、夏雄は水仙の花を見つめるうちに、自分と水仙とが堅固な一つの同じ世界に属していると感じ、なんとか立ち直る。そして、メキシコに絵の勉強に旅立つこととなり、別れに鏡子は、童貞の夏雄と肉体関係を持つ。
財産を使い尽くした鏡子の許に、夫が帰ってくることになった。鏡子はすでに「人生という邪教」を生きる決意をしている。4人の青年が来なくなった「鏡子の家」に、鏡子の夫が、七疋のシェパードとグレートデンを連れて帰ってくる。広い客間はたちまち犬の匂いに充たされた。

## 文壇の反響
『鏡子の家』は、三島が自身の青春期の総決算、モニュメントとした野心作であったが、発表当時の作家や評論家たちの反応は冷ややかで、中には高い評価もあるが、失敗作だとみなす声の方が多く、それらの寸評は人物間の絡み合いやドラマがないといった批評内容であった。この不評は、三島にとってかなり堪え、その失望はこの作品は相当に力を注いだいただけに大きかったため、以後の三島の歩みに少なからぬ影響を与えたとされている。
臼井吉見は、「小説というよりはむしろ評論に近い性格をそなえた作品」だとし、「人物どもが相つらなり、相もつれて、壮大な人間劇を展開する小説のおもしろさを味わわせてくれることにはひどく無関心」だと評している。佐伯彰一は、「『鏡子の家』の合せ鏡が破れることを、つまり異質な要素の導入による衝撃をこそ、望まずにはいられない」とし、「全部が作者の分身で、幾つかに分けてみた分身の間には、全くぶつかり合いが起らない」と述べている。江藤淳は、「外を映すつもりがあったかな。あれは三島さんのトリックだと思うんですよ。外を映すといって内部を映す」とやや留保した言い方をしている。村松剛は、「四人の人物を圧迫するような他者がいない」とし、「対立するような、ねじ伏せにくい人間」が登場しないため、破滅が「主要人物間の劇的葛藤を通じて起こるわけではない」と評している。
肯定的な評価としては、吉田健一が、『鏡子の家』の構成力の高さに、日本の私小説的な狭さを超克する可能性を見て高評し、澁澤龍彦は、生と自然を否定する精神の昂揚を賞讃し、三島宛ての手紙で、「（この小説の本意を理解している）批評家が、日本には三人といないでしょう」と書き送っている。

## 作品評価・研究
『鏡子の家』は発表当時の同時代評では評価が低調であったが、その評価如何を問わず、様々な観点からの論究が見られ、三島由紀夫という作家の生涯全体のパースペクティブが可能になった現在において、重要な意味を持つ作品である。三島存命時においても、野口武彦は、三島が戦後民主主義社会に敵意を公然と表明することになる時期の直前の作品として『鏡子の家』を位置づけ、江藤淳も、『鏡子の家』を長編小説として失敗作だとしながらも、成功作の『宴のあと』より、「はるかに豊かな問題を含んでいる」とし、後世の文学史家は、『宴のあと』では「プライバシー裁判」の件で数行をさくだろうが、『鏡子の家』は「数十行さかねばならぬ」作品で、三島の評伝作家は、「この大作を無視して氏を論ずることは不可能」だと予言していた。
その江藤淳は、『鏡子の家』には、三島が少年時代に書いた詩『凶ごと』の「〈椿事〉の期待に生きる」という「主調音」が強く、「個人的世代的」でありすぎ、三島に「華麗な仮面劇」を期待した読者にとっては、三島が「自己を語ろうとしすぎた」とし、あまり支持が得られなかった理由は、石原慎太郎の出現以来、同世代の者たちがすでに、「〈椿事〉の期待に生きるというストイシズムを捨てて、〈椿事〉の主体になろうとする渇望を抑えかねていたからだ」と評しながら、以下のように解説している。
『鏡子の家』は、作者の三島自らが気に入っている作品であり、三島と世代を等しくする評者にも好まれていた傾向がある。澁澤龍彦は三島の死後も、出口裕弘と異口同音にこの作品が好きだとし、「共感感じる人、われわれの世代だったらいっぱいいる」と述べ、徳岡孝夫も、「『鏡子の家』が、実は、私は大好きである」と述べている。しかしそういった共感の評とは裏腹に、同時代評にもあるように、人物同士間のドラマがないという批評が主であり、エドワード・G・サイデンステッカーも、人物たちが「空虚な群像に終わっている」とし、「空虚さは小説自体をはみ出している。つまり作者と小説の関係、小説の内容に対する作者の把握にまで及んでいる」、「作中人物たちのシニシズムと暴力は、青っぽく空虚なもの」に見えると評している。
なお、人物間の絡み合いがないといった類の批評に関しては、三島は「創作ノート」で、人物間の絡み合う場面をいくつも構想しており、それらはあえて全て廃案されているため、井上隆史は、「人物が複雑に絡み合うことのない展開は、相応に考え抜かれた構成なのであって、この点を考慮することなしには、『鏡子の家』に対する充分に行き届いた理解も、意味のある批判も不可能」に思えるとし、当時の高度経済成長下の読み手には、三島がそこで描いた「ニヒリズムの問題」や「戦後社会に対する呪詛」も切実なテーマとして届かなかったため、「三島は『鏡子の家』で広く読者に問おうとしたニヒリズムと戦後社会に対する違和感を、たった一人で担ってゆかなければならなくなった」と解説している。
佐藤秀明も、「四人の人間が干渉し合わないというのも、今の目から見れば、現代的な人間関係のあり方を早くも捉えていたと言える」とし、同時代評に散見されるような、「四人の人物を圧迫するような他者がいない」という指摘は、「作品の表層を撫でただけ」のように思うとし、当時の評者たちが述べたそうした一様な批判は、登場人物の〈危機〉に物足りなさを感じたことの別の表現ではないかと考察しながら、4人の青年たちの〈危機〉には一般とは異なる「甘美なもの」、「自ら待ち望んでいた危機のように見えてしまう性質」（『凶ごと』と同様のもの）の「ニヒリズム」があるため、それを評者たちが「作者が力を尽くして取り組むべき危機」とは認めず、理解しなかったのではないかと解説している。また佐藤は、三島が「批判的な他者」を設定しなかったのは、〈鏡子の家〉が「もっと曖昧なもの」（〈壁〉と表現される〈時代〉）によって崩壊しなければならず、それが彼らの〈方法〉を蝕むというテーマであり、三島が「（主人公たちを）取り込む復活した生真面目な日常を予見していたから」だとし、それがまさに三島の意図した「〈時代〉を描くということ」だと考察している。
三島と同じ戦中世代の橋川文三は、同世代の観点から作品解説し、『鏡子の家』に描かれている主人公たちは、「ある秘められた存在の秩序に属する倒錯的な疎外者の結社」を構成し、彼らの「いつき祭るもの」は「〈廃墟〉のイメージ」であり、それは三島が〈兇暴な抒情的一時期〉と呼んだ季節のことだと説明し、その〈廃墟〉の季節は、日本人にとり「稀有な時間」で、「不思議に超歴史的で、永遠的な要素がそこにはあった」と振り返っている。そしてその記憶は、現在の高層建築も車も、「一片の瓦礫に変えてしまう」ような「呪詛的」な意味を帯び、それを感受した者にとっては、〈廃墟〉の消失した「戦後の終焉」と、それに伴う「正常な社会過程の復帰」の方が、「不可解で異様」にも見え、三島がどこかの座談会で、〈廃墟〉の不在化した平和の時期には、「どこか〈異常〉でうろんなところがある」と語った感覚に、「痛切な共感をさそう」としながら、「〈鏡子の家〉の繁栄と没落の過程」は、まさにその「戦後の終えん過程」と重なり、「その終えんのための鎮魂歌」の意味を含んでいる解説している。
奥野健男は三島と同世代だが、作品の構成や文体などの点からも『鏡子の家』を、『仮面の告白』以来の「三島の最高傑作」だと絶賛し、登場人物の心理が「明晰な文章」で裁断される「古典的心理小説」のその手法は、それまで日本の作家で誰も成し得なかったものだとし、成功が描かれる第一部と、挫折と破滅が描かれる第二部の「シンメトリック」な構成も「精巧な設計図」のようで、「戦中戦後の混乱期に心をつくり、見る目をひらいた世代が、このにせものの現代の中にどのように生きて行き、どのように破滅し解体し繰り込まれて行くかをシニカルな態度で描く」というモチーフの「芸術的完成度」が、大江健三郎の『われらの時代』や石原慎太郎の『亀裂』よりも格段に上だと評している。また奥野は、三島が『鏡子の家』で証明しようとしていたのは、自身の得た「今日の成功と幸福」「類い稀なる栄光」が実は、「敗戦による廃墟の中の絶望的なニヒリズムから生まれたアナルヒーの心情による幻影であること」だったとし、「敗戦の真夏の青空」に原体験、「稀有の原風景」を感じていた奥野らの世代にとり『鏡子の家』は身近過ぎ、その挫折の物語は、「まるでぼくたち世代の戦後体験の完璧な造型として感動せずにはいられなかった」と述べている。
松本徹は『鏡子の家』の文体について、「三島の今迄の文章をはっきり越えた見事な成熟をみせている」とし、「いささかも乱れぬ呼吸と、ひたひたと素足でゆく確かな歩みが感じられて、目立った華麗さ、奇警さといったものはほとんど見られなくなったかわりに、その揺るぎないリズムが読む者の心を強く捉えてくる」と評しつつ、その成熟した文体が逆に、外界への通路を閉ざしている要素にもなっているとしている。また、その筆運びの「練達」さは「間違いなく大家のもの」だが、その主人公たちの姿勢や心理の描き方は、「すべてを知的に了解できるものと捉え、不可知なものの存在を退ける傾きを帯び、現実を強調しながら、現実性を希薄にする」と松本は考察している。
西本匡克は、三島論的な興味から三島の小説が判定されるのでなく、作品の文章や構成の完成度から評価されるべきだとし、『鏡子の家』はその意味で、三島の「知的構成の人工美が傑出したこれまでの作品群での集大成といっても過言ではない」とし、「不安や孤独、無秩序、ストイシズム等が中心概念として内在し、作者の哲学が、抑えられた文体でもって劇的に知的に構成された傑作」だと評して、最後の大作『豊饒の海』への「大きなステップ」の作品だと解説している。
伊藤勝彦は、後半で描かれている夏雄が水仙と対峙する情景が、『金閣寺』の中の「夏菊と蜜蜂」の関係を「主人公が夢みた」場面と相呼応しているとし、その水仙と対峙できた「幸福感」の境地が、当時の「三島のところにも贈られてきたのだろう」と考察しながら、9章や10章の「すがすがしさ」が感じられる「素朴で静かな文体」が、「ぼくの心を落ちつかせてくれる」と評している。そしてこういった「自然な文章の美しさ」が醸し出されている『鏡子の家』が失敗作と断定されたことに疑問を呈しつつ、この時の三島が、戦後の日常を〈生きよう〉としていたと考察し、三島が大島渚との対談で、〈（川の中に）僕が赤ん坊を捨てようとしてるのに誰もふり向きもしなかった〉 と以下のように言った点に触れながら、この〈赤ん坊〉とは三島自身のことだったと解説している。
中元さおりは、なぜ三島が冒頭場面を、〈勝鬨橋〉から〈晴海の埋立地〉にし、鏡子の目が強く惹きつけられる空間に〈明治神宮外苑〉を置いているのかという歴史的観点から考察し、そこが戦前戦中の日本を支えた場所（勝鬨橋は国家の威光の〈帝都の門〉として皇紀2600年（昭和15年）に建設され、万博会場へのゲートとして位置づけられていた）だった変遷などを鑑みながら、鏡子たちが晴海を訪れた時期、そこは未だ米軍の占領地で、敗戦の記憶が生々しく残り、「敗戦を期にその絶対者（天皇）は退場を余儀なくされ、アメリカの支配のもと不在の中心を抱えることとなった戦後の日本の姿が、この空間に刻み込まれている」と解説している、そしてその場所がやがて、日本の復興と高度成長期の到来のシンボルである公団住宅（晴海高層アパート）へと変貌してゆくことを予感する鏡子たちにとって、それは「戦後の混乱期」から「高度成長」へと大きく転換していく社会と人々の「緩慢でありながら、どこか不敵な様相」の「静かにゆっくりと忍び寄る大きなうねり」であり、「〈いつまでたつても、アナルヒーを常態〉とした戦後の混沌と無秩序に満ちた〈祝祭的な空間〉、〈廃墟〉の時代にとどまり続けようとする峻吉や鏡子たちを脅かすものの影」だと中元は解説している。
また、中元は、新たな時代（昭和30年代）の到来は、「昭和20年代の焼跡の時代を暴力的なまでの圧力で葬送するとともに、これらの空間に刻みこまれた日本の近代の歴史すらも大きく変質させ」てゆき、そこに「〈アナルヒーを常態〉としていたような廃墟の〈祝祭的空間〉はもはやどこにもないこと」を、鏡子は痛感すると解説し、以下のように論考している。
猪瀬直樹は、最後に4人の青年たちが〈鏡子の家〉から姿を消して、鏡子の夫が七匹の洋犬を伴って、戻ってくる場面について、「岸が蘇り、“官”が計画を練り、欲望と消費の“黄金の1960年代”の始まりと歩調を合わせて」と両者が入れ替わり、夫は「岸信介を象徴していた」という「深読み」をしている。

## モデルの西洋館について
〈鏡子の家〉は、三島の幼馴染の友人・湯浅あつ子（技師の湯浅峻の元妻で、その後ロイ・ジェームスと再婚）の家をモデルにしている。湯浅あつ子の父親・板谷幸吉は、戦前に満州で煙草会社6社の企業合同に手腕を発揮した人物である。湯浅あつ子の家には、様々な俳優・女優、脚本家らが和気あいあいとサロンのように集まっていたという。猪瀬直樹はこの湯浅の邸宅について、「小説はサロンの所在が信濃町となっているが、実際は品川区である」としている。
一方、小説の描写にでてくる〈鏡子の家〉は、信濃町に実在した1910年（明治43年）ごろ築の西洋館、デ・ラランデ旧邸であったという説がある。作品中にも「車は四谷東信濃町にある鏡子の家へ行くのである」と地名が明記され、長谷川実の教示を受けた藤森照信も実際に現地を見分して小説の描写そのままであることを確認し、三島がその家をモデルにしたと推測している。この建物は2013年（平成25年）に江戸東京たてもの園へ移築復元され、「デ・ラランデ邸」の名で公開されている。

## テレビドラマ化
- 『鏡子の家』（TBSテレビ） 
  - 1962年（昭和37年）7月4日 - 8月29日（全9回） 毎週水曜日 22:00 - 22:30
  - 脚色：田村孟、山田正弘。演出：大山勝美。演出助手：久世光彦
  - 出演：岸田今日子、杉浦直樹、山﨑努、長谷川哲夫、高山秀雄、藤野節子、富士真奈美、加藤治子、ほか

## ラジオドラマ化
- 『鏡子の家』（ラジオ関東） 
  - 1959年（昭和34年）10月19日 - 1960年（昭和35年）3月16日（126回） 毎週月曜 - 土曜日 9:40 - 10:00
  - 脚色：高橋辰雄
  - 出演：寺島信子、高橋昌也、入江洋佑、服部哲治、松井博子、小山田宗徳、山岡久乃、岸田今日子、ほか
  - ※ 当初、半年間の放送予定であったが、1960年（昭和35年）3月16日放送分第126回で中止され、音楽番組に差し替えられた。

## 映画化
- 『Mishima: A Life In Four Chapters』 1985年（昭和60年） 日本未公開
  - 製作会社；フィルムリンク・インターナショナル、アメリカン・ゾエトロープ、ルーカスフィルム
  - 監督：ポール・シュレイダー。音楽：フィリップ・グラス。美術：石岡瑛子
  - 出演：沢田研二（舟木収）、李麗仙（清美）、左幸子（収の母）、烏丸せつこ（光子）、横尾忠則（山形夏雄）、倉田保昭（武井）、平田満（悪漢）、ほか
  - ※ 第2部「芸術（art）」内で、「Kyoko's House」の舟木収の挿話部分のみを映像化。

## おもな刊行本
- 『鏡子の家 第一部』（新潮社、1959年9月20日） NCID BN09431211
  - 装幀：岩崎鐸。クロス装。機械函。赤色帯。247頁
  - 収録内容：第1章 - 第5章
  - 帯（裏）に無題で三島の文章「『鏡子の家』そこで私が書いたもの」（第二部も同じ）。
- 『鏡子の家 第二部』（新潮社、1959年9月20日）
  - 装幀：岩崎鐸。クロス装。機械函。紺色帯。233頁
  - 収録内容：第6章 - 第10章
- 文庫版『鏡子の家』（新潮文庫、1964年10月5日。改版1999年6月15日ほか）
  - 解説：田中西二郎
  - ※ 改版1999年6月、再改版2021年3月、カバー改装：新潮社装幀室。

### 全集収録
- 『三島由紀夫全集11巻（小説XI）』（新潮社、1974年6月25日）
  - 装幀：杉山寧。四六判。背革紙継ぎ装。貼函。
  - 月報：森茉莉「最後に会った三島由紀夫」。《評伝・三島由紀夫 14》佐伯彰一「伝記と評伝（その5）」。《同時代評から 14》虫明亜呂無「空白の鏡――『鏡子の家』をめぐって」
  - 収録作品：「鏡子の家」
  - ※ 同一内容で豪華限定版（装幀：杉山寧。総革装。天金。緑革貼函。段ボール夫婦外函。A5変型版。本文2色刷）が1,000部あり。
- 『決定版 三島由紀夫全集7巻 長編7』（新潮社、2001年6月8日）
  - 装幀：新潮社装幀室。装画：柄澤齊。四六判。貼函。布クロス装。丸背。箔押し2色。
  - 月報：猪瀬直樹「三島の『生の回復術』」。湯浅あつ子「公ちゃんの青春」。［小説の創り方7］田中美代子「反教養小説」
  - 収録作品：「鏡子の家」「『鏡子の家』創作ノート」